# Manteyer
Manteyer település Franciaországban, Hautes-Alpes megyében. Lakosainak száma 500 fő (2022. január 1.). Manteyer Châteauneuf-d’Oze, La Freissinouse, Montmaur, Pelleautier és La Roche-des-Arnauds községekkel határos.

## Népesség
A település népességének változása:
| Lakosok száma | 200  | 211  | 222  | 387  | 420  | 424  | 429  | 427  | 450  | 500  |
|               | 1968 | 1982 | 1990 | 2006 | 2013 | 2015 | 2017 | 2019 | 2020 | 2022 |